# Fannia yaanensis
Fannia yaanensis är en tvåvingeart som beskrevs av Feng och Xue 2001. Fannia yaanensis ingår i släktet Fannia och familjen takdansflugor.
Artens utbredningsområde är Sichuan (Kina). Inga underarter finns listade i Catalogue of Life.